# 瑪定一世
教宗聖瑪定一世（拉丁語：Sanctus Martinus PP. I；？—655年9月16日）於649年7月5日至655年9月16日在位為教宗。

## 生平
他生於羅馬溫布利亞的托迪。獲選教宗前，他曾經擔任教宗駐君士坦丁堡的宗徒特使（Apocrisiarius）。
649年獲選為教宗時他並未如同同時期的教宗們在就職前取得君士坦丁堡的拜占庭皇帝的承認。這個制度出現在537年，查士丁尼一世經由哥特戰爭掌握了前西羅馬地區的控制權，並任命了教宗維吉呂，自此直到752年間，多位教宗皆受到拜占庭皇帝的干涉。

## 譯名列表
- 一世：梵蒂冈广播电台 作
- 馬蒂諾一世：天主教香港教區禮儀委員會：禧年專頁 （页面存档备份，存于） 作馬蒂諾。
- 一世：香港天主教教區檔案　歷任教宗 作瑪定。
- 馬丁一世：《大英簡明百科知識庫》2005年版[永久]、國立編譯舘[永久] 作馬丁。
- 马丁一世：《世界人名翻譯大辭典》1993年版作马丁。